# Tamatia à gros bec
Notharchus macrorhynchos
Espèce
Statut de conservation UICN

 LC  : Préoccupation mineure
Le Tamatia à gros bec (Notharchus macrorhynchos) est une espèce d'oiseaux de la famille des Bucconidae.
Cet oiseau peuple le plateau des Guyanes et régions avoisinantes du nord du Brésil.

## Sous-espèces
D'après Alan P. Peterson, l'espèce est composée de quatre sous-espèces :
- Notharchus macrorhynchos cryptoleucus Van Rossem, 1934 ;
- Notharchus macrorhynchos hyperrhynchus (P.L. Sclater, 1856) ;
- Notharchus macrorhynchos macrorhynchos (Gmelin, 1788) ;
- Notharchus macrorhynchos paraensis Sassi, 1932.